# 1758 în literatură
Anul 1758 în literatură a implicat o serie de evenimente și cărți noi semnificative.  

## Cărți noi
- John Armstrong ca "Launcelot Temple" - Sketches
- Charlotte Lennox - Henrietta
- Horace Walpole
  - A Dialogue Between Two Great Ladies
  - Fugitive Pieces
- Sir William Blackstone A Discourse on the Study of the Law